# Proasellus hercegovinensis
Proasellus hercegovinensis är en kräftdjursart som först beskrevs av Stanko Karaman1933.  Proasellus hercegovinensis ingår i släktet Proasellus och familjen sötvattensgråsuggor. Inga underarter finns listade i Catalogue of Life.